# Tomasz Lenz
Tomasz Lenz (ur. 8 grudnia 1968 w Mogilnie) – polski polityk i przedsiębiorca, poseł na Sejm V, VI, VII, VIII i IX kadencji (2005–2023), senator XI kadencji (od 2023).

## Życiorys
Syn Stanisława i Emilii. W młodości uprawiał lekkoatletykę, koszykówkę i piłkę nożną (w Unii Janikowo). Jest absolwentem inowrocławskiego Liceum Ogólnokształcącego im. Marii Konopnickiej. Następnie kształcił się w Wyższej Szkole Oficerskiej Wojsk Rakietowych i Artylerii, a w 2011 ukończył studia magisterskie na kierunku historia na Uniwersytecie Mikołaja Kopernika w Toruniu. Pełnił funkcję konsultanta i wykładowcy National Democratic Institute for International Affairs, organizacji prowadzącej działania na rzecz umacniania demokracji. Odbył praktyki w Parlamencie Europejskim w Brukseli (w biurze posła Nirja Devy) oraz staż w Westminster Foundation for Democracy w Wielkiej Brytanii. Uczestniczył w kampanii prezydenckiej Tadeusza Mazowieckiego w 1990, był asystentem posła Jana Wyrowińskiego. Od 1998 prowadził działalność gospodarczą w branży reklamowej, działał w izbie przemysłowo-handlowej.
Od 1991 należał kolejno do Unii Demokratycznej i Unii Wolności. W 2001 został działaczem Platformy Obywatelskiej. Objął funkcję przewodniczącego regionu kujawsko-pomorskiego, po zmianie statutu tego ugrupowania został członkiem zarządu krajowego PO. W wyborach parlamentarnych w 2005 z listy PO został wybrany do Sejmu V kadencji w okręgu toruńskim. W wyborach w 2007 po raz drugi uzyskał mandat poselski, otrzymując 34 545 głosów. Został przewodniczącym polsko-ukraińskiej grupy parlamentarnej oraz przewodniczącym Podkomisji stałej ds. Partnerstwa Wschodniego. W wyborach w 2011 z powodzeniem ubiegał się o reelekcję, dostał 28 998 głosów. Wszedł w skład Komisji Spraw Zagranicznych oraz w Komisji Kultury Fizycznej, Sportu i Turystyki, został także wiceprzewodniczącym klubu parlamentarnego PO.
W 2015 został ponownie wybrany do Sejmu, otrzymując 21 323 głosy. W Sejmie VIII kadencji został członkiem Komisji Spraw Zagranicznych, pracował też w Komisji Gospodarki i Rozwoju (2015–2016) oraz Komisji Nadzwyczajnej do spraw deregulacji (2015–2016). W 2018 był kandydatem Koalicji Obywatelskiej na prezydenta Torunia w wyborach samorządowych, zajmując 2. miejsce z wynikiem niespełna 24% głosów (wybory zakończyły się na I turze).
W wyborach w 2019 z ramienia KO z powodzeniem ubiegał się o poselską reelekcję, otrzymując 26 044 głosy. W 2023 był kandydatem tej koalicji do Senatu w okręgu nr 11. Został wybrany do wyższej izby polskiego parlamentu, zdobywając 128 755 głosów.

## Wyniki w wyborach ogólnopolskich
| Wybory | Komitet wyborczy   | Komitet wyborczy      | Organ            | Okręg            | Wynik          |
| ------ | ------------------ | --------------------- | ---------------- | ---------------- | -------------- |
| 2005   |                    | Platforma Obywatelska | Sejm V kadencji  | nr 5             | 9472 (3,32%)   |
| 2007   | Sejm VI kadencji   | Platforma Obywatelska | 34 545 (8,80%)   | nr 5             |                |
| 2011   | Sejm VII kadencji  | Platforma Obywatelska | 28 998 (8,25%)   | nr 5             |                |
| 2015   | Sejm VIII kadencji | Platforma Obywatelska | 21 323 (5,88%)   | nr 5             |                |
| 2019   |                    | Koalicja Obywatelska  | Sejm IX kadencji | nr 5             | 26 044 (5,76%) |
| 2023   | Senat XI kadencji  | Koalicja Obywatelska  | nr 11            | 128 755 (66,98%) |                |